# Hans Blume
Hans Blume (16. studenog 1887. - † nepoznato) je bio nizozemski nogometaš.
Blume je bio u prvoj momčadi tadašnjeg početka nogometa pod vodstvom Quick Nimwegena. U svom klubu se uspio dokazati da ga i postave za igrača u nizozemskoj reprezentaciji. Kod prvog susreta Nizozemske protiv Engleske 1. travnja 1907. u Den Haagu postigao je gol u prvih 15 minuta. Utakmica je završila fatalnim 1:8.
To je bio i jedini nastup Blumea za reprezentaciju.